# Каджаран
Каджара́н (вірм. Քաջարան) — місто, розташоване на півдні Вірменії, у марзі (області) Сюнік.

## Географія
Розташований на східних схилах Зангезурського хребта, на північ від Мегрінського хребта у верхів'ях річки Вохчі. Відстань до Капану — 25 км, до Єревану — 356 км.
Місто розташовано на трасі Єреван — Горіс — Мегрі, що з’єднує Вірменію з Іраном.

## Економіка
Каджаран — великий центр гірничорудної промисловості та кольорової металургії, у місті розташований Зангезурський мідно-молібденовий комбінат — найбільше гірничо-металургійне підприємство Вірменії. Будівництво комбінату розпочалося в 1940 році, але було призупинено через війну і відновилося в 1944 році. У 1951-1952 роках він був введений в експлуатацію. Кінцевими продуктами виробництва є:
- Концентрат міді, що використовується для виробництва міді, яка в свою чергу використовується в електричній промисловості, сплавах (латуні, бронзи), машинобудуванні і т. д.
- Концентрат молібдену, що використовується для виробництва триокису молібдену. Кінцеві сплави молібдену застосовуються в авіаційній промисловості, ядерній та реактивній техніці.

У 2002 році завод обробив 8 млн тонн руди, що становить близько 95% від проектної потужності. В наш час[коли?] лише 40% від продукції, що випускається закуповується на внутрішньому ринку, решта йде на експорт.
У 2004 році уряд Вірменії ухвалив рішення про приватизацію комбінату. Інвестори представили програму, відповідно до якої буде здійснено переоснащення і модернізація як самого ММК, так і Єреванського заводу чистого заліза, що дозволить переробляти весь вироблений молібден у Вірменії. Число робочих місць в Каджарані планується збільшити з 3000 до 4500.
Наприкінці 2008 року був зварений останній шов газопроводу Каджаран — Арарат, завдяки чому Вірменія буде отримувати газ з Ірану. Загальна вартість проекту склала приблизно $ 130 млн.